# Hotshot
Hotshot (hangul: 핫샷; stiliserat som HOTSHOT) är ett sydkoreanskt pojkband bildat av Star Crew Entertainment (f.d K.O Sound och Ardor&Able). Gruppen debuterade den 29 oktober 2014 med singeln "Take A Shot". Hotshot består av 6 medlemmar. Junhyuk, Timoteo, Taehyun/Kid Monster, Sungwoon, San och Hojung. 
Mellan april och juni 2017 deltog medlemmarna Taehyun och Sungwoon i MNET:s överlevnadstävling Produce 101 Säsong 2 (hangul: 프로듀스 101 시즌 2), för att få chansen att debutera i ett röstningsutvalt pojkband hanterat av CJ E&M och YMC Entertainment vid namn WANNA ONE. Taehyun eliminerades under den tredje elimineringen och slutade på rank 25. Sungwoon medverkade i programmets final och avslutade med rank 11, han blev därmed WANNA ONE:s sista medlem. Sungwoon kommer inte delta i Hotshots aktiviteter förrän hans kontrakt med WANNA ONE avslutas i december, 2018.
Efter över två år sedan deras senaste koreanska albumsläpp så har Hotshot återvänt som en kvintett med den digitala singeln "Jelly" den 15 juli 2017.
18 oktober promotade Taehyun med gruppen JBJ (Just Be Joyfull), gruppen var en sammansättning av publikfavoriter från Produce 101 Säsong 2. JBJ släppte allbumet Fantasy

## Karriär

### 2014: Debut medTake A Shot
Före sin debut så började Hotshot göra sitt namn känt genom att släppa en serier videos som kallades "HOTSHOT VOLUMES" och en webtoon som kallades "HOTSHOTTOON". De hade även släppt diverese covers via YouTube och SoundCloud. Hotshot gjorde sin officiella debut den 29 oktober 2014 med singeln "Take A Shot" som släpptes i både ett fysiskt album och som en digital singel. Musikvideon för "Take A Shot" släpptes den 28 oktober 2014. Den 31 oktober 2014 höll gruppen sitt första officiella framträde med "Take A Shot" på KBS "Music Bank".

### 2015: Släppet avAm I Hotshot?ochI'm A Hotshot
Den 24 mars 2015 släppte Hotshot en musikvideo för låten "Midnight Sun", en månad senare, den 24 april 2015 släppte Hotshot sitt första EP vid namn "Am I Hotshot?" där "Midnight Sun" och debutspåret "Take A Shot" medverkade på spårlistan. Albumet bestod av 3 låtar och släpptes under K.O Sound och CJ E&M både fysiskt och digital. Musikvideon för albumets titelspår "Watch Out" släpptes den 23 april 2015. "I'm A Shot" släpptes den 2 juli 2015 och är ett återsläpp av "Am I Hotshot?" med det nya titelspåret "I'm a HOTSHOT, vars musik video släpptes den 1 juli, 2015.

### 2016: Japansk debut medStep by Step
Under 2016 hade Hotshot väldigt få sydkoreanska aktiviteter, men inför KCON Japan 2016 så gjorde gruppen sin japanska debut med singeln "Step by Step". Singeln släpptes tillsammans med en annan låt vid namn "One More Try" i fyra olika fysiska versioner.

### 2017: Produce 101 Säsong 2 ochJelly
När det första avsnittet av Produce 101 Säsong 2 visade den 7 april 2017 stod det klart att två av Hotshots medlemmar medverkat på tv-programmet. Taehyun och Sungwoon fick mycket uppmärksamhet tidigt under programmets gång för sitt uppträdande med välkända K-pop gruppen Block B:s låt "Very Good". Taehyun fick mycket uppmärksamhet för sin talang med dans och koreografi, han koreograferade bland annat ett helt uppträdande till Ed Sheerans "Shape Of You" i avsnitt nummer 6, som har blivit ett av de mest sedda Produce 101 klippen på YouTube. Taehyun eliminerades i programmets sista eliminering innan finalen medan Sungwoon tog sista platsen in i Produce 101s grupp WANNA ONE. På grund av detta så kommer Sungwoon inte kunna delta i Hotshot aktiviteter förrän efter december, 2018.
I början av juli gick rykten om att Hotshot skulle släppa ny musik och den 14 juli 2017 släpptes diverse bilder från gruppens kommande musikvideo på deras sociala medier. Den 15 juli 2017 släpptes musikvideon för Hotshots nya singel "Jelly".

## Medlemmar
| Artistnamn           | Artistnamn | Födelsenamn   | Födelsenamn | Födelsedatum    |
| Romanisering         | Hangul     | Romanisering  | Hangul      | Födelsedatum    |
| -------------------- | ---------- | ------------- | ----------- | --------------- |
| Junhyuk              | 준혁       | Choi Junhyuk  | 최준혁      | 21 april 1992   |
| Timoteo              | 티모테오   | Kim Moonkyu   | 김문규      | 25 januari 1993 |
| Taehyun /Kid Monster | 태현       | Noh Taehyun   | 노태현      | 15 oktober 1993 |
| Sungwoon             | 성운       | Ha Sungwoon   | 하성운      | 22 mars 1994    |
| San                  | 산         | Yoon Sanghyuk | 윤상혁      | 22 augusti 1994 |
| Hojung               | 호정       | Go Hojung     | 고호정      | 20 oktober 1994 |

## Diskografi

### EP
| Albuminformation                                                                              | Sydkorea(Gaon Chart) | Kumulativ försäljning |
| --------------------------------------------------------------------------------------------- | -------------------- | --------------------- |
| Am I Hotshot? (EP-skiva) - Släppt: 24 april 2015 Bolag: K.O Sound, CJ E&M Format: CD, digital | 11                   | KOR: 2,547+           |
| I'm A Hotshot (EP-skiva) - Släppt: 2 juli 2015 Bolag: K.O Sound, CJ E&M Format: CD, digital   | 13                   | KOR: 1,647+           |

### Singel
| Titel           | År       | Topposition på topplistan | Topposition på topplistan | Album         |
| Titel           | År       | KOR                       | JPN                       | Album         |
| Sydkorea        | Sydkorea | Sydkorea                  | Sydkorea                  | Sydkorea      |
| --------------- | -------- | ------------------------- | ------------------------- | ------------- |
| "Take A Shot"   | 2014     | —                         | —                         | Am I Hotshot? |
| "Midnight Sun"  | 2015     | —                         | —                         | Am I Hotshot? |
| "Watch Out"     | 2015     | —                         | —                         | Am I Hotshot? |
| "I'm A Hotshot" | 2015     | —                         | —                         | I'm A Hotshot |
| "Jelly"         | 2017     | TBA                       | TBA                       | —             |
| Japan           |          |                           |                           |               |
| "Step by Step"  | 2016     | —                         | 35                        | —             |